# Aleksandr Zjoelin
Aleksandr Vjatsjeslavovitsj (Sasja) Zjoelin (uitspraakⓘ) (Russisch: Александр Вячеславович Жулин) (Moskou, 20 juli 1963) is een Russisch voormalig kunstschaatser die uitkwam bij het ijsdansen. Hij nam met zijn toenmalige echtgenote Maja Oesova deel aan twee edities van de Olympische Winterspelen: Albertville 1992 en Lillehammer 1994. Het ijsdanspaar won er respectievelijk brons en zilver.

## Biografie

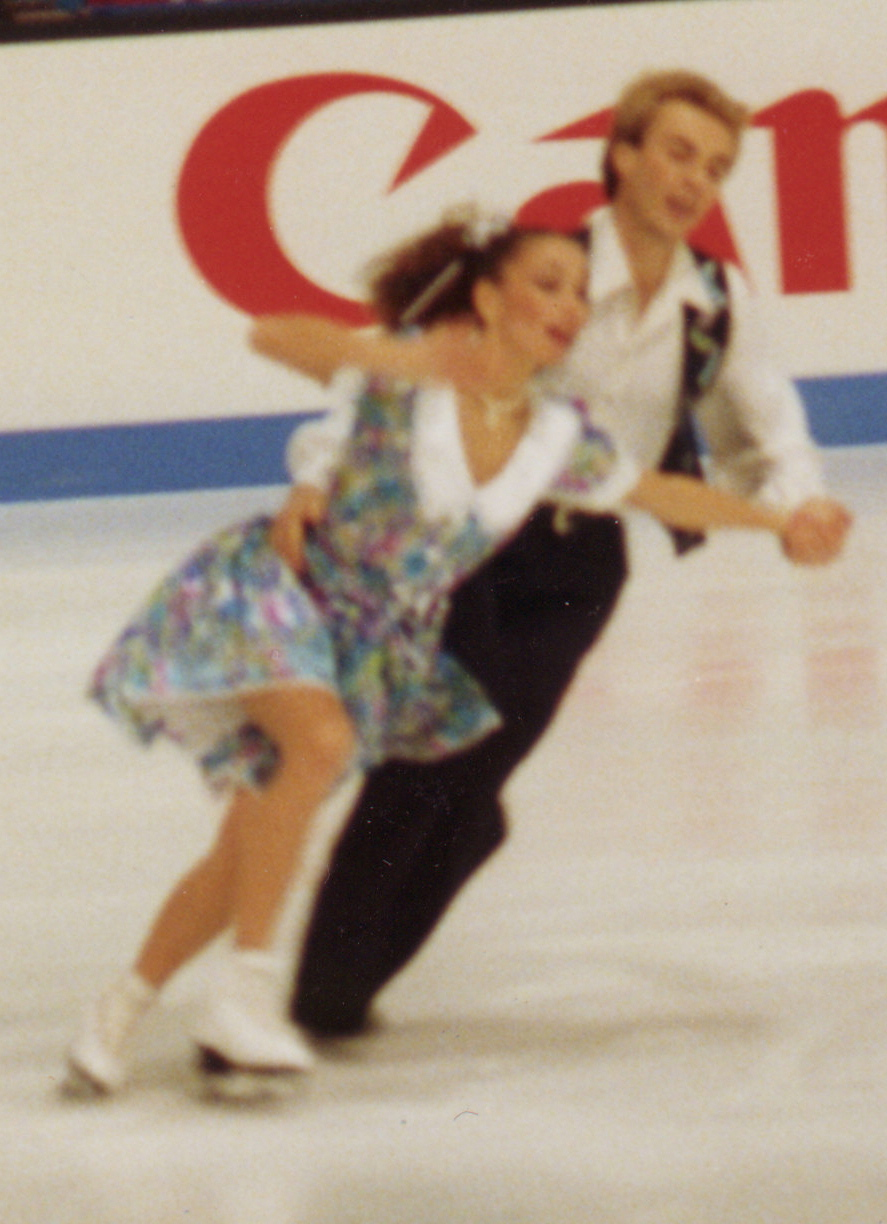
Oesova en Zjoelin

Aleksandr Zjoelin en Maja Oesova gingen in 1980 met elkaar schaatsen en huwden in 1986. Het paar won in 1989 hun eerste medailles bij de wereldkampioenschappen en Europese kampioenschappen. Hun enige wereld- en Europese titels volgden in 1993. Ze namen twee keer deel aan de Olympische Winterspelen. Het ijsdanspaar veroverde olympisch brons in 1992 en zilver in 1994.
Van 1994 tot 1997 schaatsten Oesova en Zjoelin professioneel, waarna Zjoelin met hun voormalige rivale Oksana Grisjtsjoek zijn carrière met een jaar verlengde. Daarna werd hij kunstschaatscoach en choreograaf, eerst in New Jersey en sinds 2006 in Rusland. Hij was onder andere de coach van de ijsdansparen Tatjana Navka / Roman Kostomarov en Nathalie Péchalat / Fabian Bourzat.
Na zijn scheiding van Oesova was hij van 2000 tot 2010 gehuwd met Tatjana Navka, met wie hij een dochter heeft. In 2013 kreeg Zjoelin met zijn latere derde vrouw Natalja Michajlova nog een dochter.

## Belangrijke resultaten
1980-1994 met Maja Oesova (tot 1992 voor de Sovjet-Unie uitkomend, daarna voor Rusland)
| Kampioenschap           | 83/84  | 84/85 | 85/86 | 86/87 | 87/88 | 88/89  | 89/90  | 90/91 | 91/92  | 92/93 | 93/94  |
| ----------------------- | ------ | ----- | ----- | ----- | ----- | ------ | ------ | ----- | ------ | ----- | ------ |
| Olympische Spelen       |        |       |       |       |       |        |        |       | Brons  |       | Zilver |
| Wereldkampioenschap     |        |       |       |       |       | Zilver | Brons  | Brons | Zilver | Goud  |        |
| Europees kampioenschap  |        |       |       |       | 4e    | Zilver | Zilver | Brons | Zilver | Goud  | Brons  |
| Nationaal kampioenschap | Zilver | 5e    | Brons | Brons | Brons | Brons  | Zilver | Goud  |        |       |        |

- Library of Congress Control Number: n97853143
- Virtual International Authority File: 4230384
- WorldCat: E39PBJwdbwDrBJJgv3xqmhgh73